# Geelong Football Club
Dernière mise à jour : 1 mai 2010.
Le Geelong Football Club, surnommé « The Cats », est un club de football australien évoluant dans l'Australian Football League (AFL) et basé à Geelong, dans l'État de Victoria. Le club a remporté à neuf reprises l'AFL et à neuf reprises sa saison régulière.
Créé en 1859, il s'agit du deuxième plus ancien club de l'AFL après le Melbourne Football Club, participant à la VFL (ancien nom de l'AFL) dès sa création en 1897. Le club évolue à domicile au Kardinia Park, doté d'une capacité de 33 500 places, ainsi qu'à quelques occasions au Melbourne Cricket Ground.

## Palmarès
- Champion AFL[2] (10) : 1925, 1931, 1937, 1951, 1952, 1963, 2007, 2009, 2011 et 2022.
- Champion AFL de la saison régulière (10) : 1952, 1954, 1962, 1963, 1980, 1981, 1992, 2007, 2008 et 2022.

## Histoire

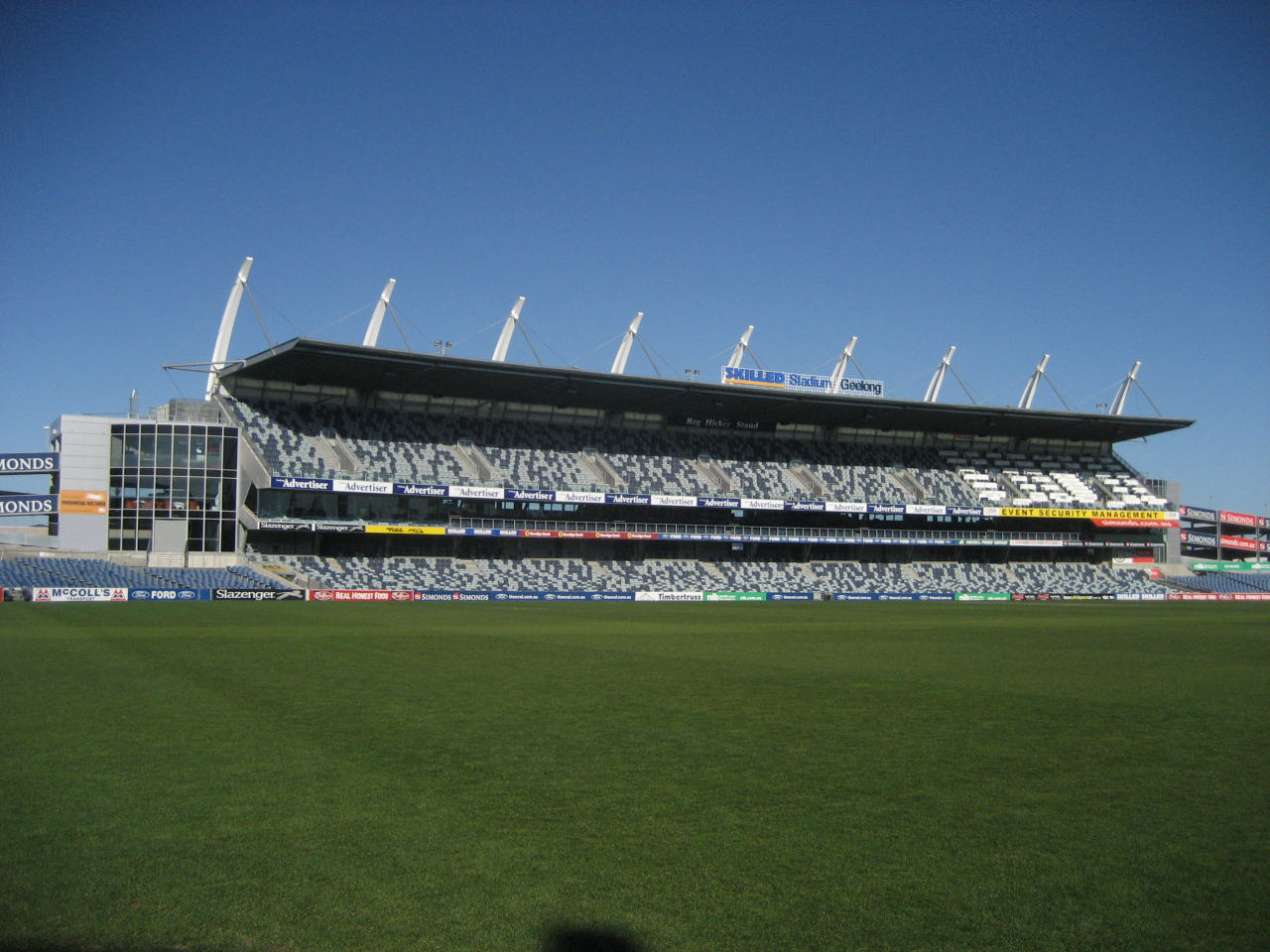
Le Skilled Stadium

Formé au Victoria Hotel en 1859, ce club est le deuxième plus ancien club de football australien du monde après le Melbourne Football Club. D'abord basé au stade Corio Oval (en), le club a déménagé à Kardinia Park (nommé ensuite le Skilled Stadium) dans les années 1940. D'abord surnommés les Pivotonians (en référence au surnom de la ville, The Pivot) ou encore les Seagulls (les Goélands), ils prirent leur nom actuel de Cats (les Chats) en 1923, après une série de défaites qui fit dire à un caricaturiste local que le club avait besoin d'un chat noir pour leur porter chance (dans les pays anglo-saxons, croiser un chat noir porte chance). Le hasard fit qu'un chat traversa le terrain lors de la victoire qui mit fin à la série noire des défaites. Le surnom resta. En revanche, les maillots n'ont jamais changé de couleur : bleu foncé à bandes blanches.
Les Cats remportèrent le titre national en 1925, 1931, 1937, 1951, 1952 et 1963 puis entamèrent une longue période de disette. De nouveau performante dans les années 1980 et 1990, où elle atteignit 4 fois la Grande Finale (1989, 1992, 1994, 1995), l'équipe ne gagna pourtant aucun titre. Le niveau devint ensuite relativement moyen au sein de la compétition de l'Australian Football League, mais la quatrième place atteinte en 2004 redonna espoir aux supporters.
En 2007, les Geelong Cats atteignent une nouvelle fois la Grande Finale et battent Port Adelaide FC 163 à 44, soit le plus grand écart de l'histoire dans une finale. Cette victoire met donc fin à 44 années d'insuccès. En 2008, Geelong atteint la finale pour la deuxième fois consécutif mais est battu par Hawthorn 115 - 89. En 2009, Geelong remporte à nouveau le titre en s'imposant 80 - 68 face à St Kilda.
En 2010, Geelong atteindra les demi-finales, éliminé par Collingwood (champion cette année-là) 120 - 79. En 2011, les Cats retrouvent Collingwood en grande finale et prennent leur revanche en gagnant leur neuvième titre de champion sur le score de 119 à 81.
La saison 2012 sera plus compliquée. Les Cats terminent sixième et se font éliminer dès la phase éliminatoire par Fremantle 96 - 80. En 2013, Geelong retrouve le haut de tableau en terminant deuxième après Hawthorn mais ces derniers battront les Cats en demi-finales 102 à 97 avant de remporter le titre.

## Supporters

### Chanson des supporters
La chanson du club est We are Geelong, chantée sur l'air du Toreador de l'opéra Carmen de Georges Bizet.

### Abonnés
En 2010, le Geelong Football Club enregistrait 37 779 membres, ce qui est supérieur à la capacité d'accueil du Kardinia Park mais inférieure à celle du Melbourne Cricket Ground où certains matches à domicile sont parfois joués.
En 2013, le club comptait 42 900 membres.